# Клинтон (Мичиген)
Клинтон (енгл. Clinton) град је у америчкој савезној држави Мичиген.

## Демографија
По попису из 2010. године број становника је 2.336, што је 43 (1,9%) становника више него 2000. године.
| Група             | 2000.         | 2010.         |
| Белци             | 2.233 (97,4%) | 2.215 (94,8%) |
| Афроамериканци    | 3 (0,1%)      | 4 (0,2%)      |
| Азијати           | 3 (0,1%)      | 16 (0,7%)     |
| Хиспаноамериканци | 38 (1,7%)     | 57 (2,4%)     |
| Укупно            | 2.293         | 2.336         |